# Niccolò Fontana Tartaglia
Niccolò Fontana Tartaglia (1499 Brescia – 13. prosince 1557 Benátky) byl italský renesanční matematik a konstruktér. Publikoval množství knih včetně prvních italských překladů děl Archiméda a Euklida. Jako první užil matematiky ke studiu drah dělových koulí.

## Životopis
V roce 1534 se jako učitel matematiky usadil v Benátkách. Jeho kniha Nova Scientia, kterou napsal v roce 1537, pojednává o balistice. Brzy po zveřejnění této práce byl požádán Girolamem Cardanem, profesorem matematiky a astronomem v Miláně, aby publikoval své řešení kubické rovnice. Tuto žádost nejprve odmítl, ale později v naději, že se stane dělostřeleckým poradcem španělské armády, Cardanovi řešení prozradil. Ten ho následně publikoval v knize Ars magna.
Nejznámější Tartagliovou prací je Trattato di numeri et misure (3 díly publikované v letech 1556–1560), encyklopedická práce z oblasti elementární matematiky. Byl aktivní především v teorii opevňování a v publikaci Quesiti et Inventioni... z roku 1556 popsal svůj vynález jednoho z klíčových prvků bastionové soustavy opevňování, takzvanou krytou cestu (via coperta neboli via segreta).

## Definice
Spisovatel Vladimír Kupka ve své knize uvedl: Krytá cesta je cesta po okraji kontreskarpy bastionových... pevností, která byla na straně přivrácené směrem do předpolí kryta navýšeným glacisem. Sloužila ke skrytému pohybu obránců po vnějším obvodu pevnosti. Na okraji u glacisu byla opatřena banketem a předprsím, které obráncům umožňovalo palbu z ručních zbraní do předpolí. Rozšířením kryté cesty ve vstupujících a vystupujících úhlech vznikla shromaždiště... Christopher Duffy uvedl ve své knize, že motivem, pohánějícím vznik kryté cesty, byla skutečnost, že pevnostní děla, tak střelci z ručních zbraní byli umístěni na linii valu kurtin a bastionů, což přinášelo prostorové problémy.